# Celleporella nodasakae
Celleporella nodasakae är en mossdjursart som beskrevs av Dick, Grischenko och Shunsuke F. Mawatari 2005. Celleporella nodasakae ingår i släktet Celleporella och familjen Hippothoidae. Inga underarter finns listade i Catalogue of Life.